# Nazionale olimpica di calcio dell'Uruguay
La nazionale olimpica di calcio dell'Uruguay è la squadra di calcio nazionale che rappresenta ai giochi olimpici l'Uruguay ed è posta sotto l'egida della Federazione calcistica dell'Uruguay.

## Storia
La nazionale olimpica dell'Uruguay è nata negli anni '50 come tutte le altre nazionali olimpiche, tuttavia tale Nazionale non si è mai qualificata ai Giochi olimpici prima dell'edizione del 2012 (nel 1976 non partecipò per rinuncia). Precedentemente l'Uruguay aveva partecipato, con la Nazionale maggiore, ai Giochi di Parigi del 1924 ed ai Giochi di Amsterdam del 1928, vincendo entrambi i tornei. All'olimpiade 2012 la nazionale uruguaiana è stata eliminata al primo turno, dopo una vittoria (contro gli Emirati Arabi) e due sconfitte (contro Senegal e Regno Unito). Non si è qualificata per le successive edizioni 2016 e 2020.

## Partecipazioni ai tornei internazionali

### Giochi olimpici
| Anno | Luogo             | Piazzamento      | V | N | P | Gol |
| ---- | ----------------- | ---------------- | - | - | - | --- |
| 1952 | Helsinki          | Non partecipante | - | - | - | -   |
| 1956 | Melbourne         | Non partecipante | - | - | - | -   |
| 1960 | Roma              | Non qualificata  | - | - | - | -   |
| 1964 | Tokyo             | Non qualificata  | - | - | - | -   |
| 1968 | Città del Messico | Non qualificata  | - | - | - | -   |
| 1972 | Monaco di Baviera | Non qualificata  | - | - | - | -   |
| 1976 | Montréal          | Ritirata         | - | - | - | -   |
| 1980 | Mosca             | Non partecipante | - | - | - | -   |
| 1984 | Los Angeles       | Non partecipante | - | - | - | -   |
| 1988 | Seul              | Non qualificata  | - | - | - | -   |
| 1992 | Barcellona        | Non qualificata  | - | - | - | -   |
| 1996 | Atlanta           | Non qualificata  | - | - | - | -   |
| 2000 | Sydney            | Non qualificata  | - | - | - | -   |
| 2004 | Atene             | Non qualificata  | - | - | - | -   |
| 2008 | Pechino           | Non qualificata  | - | - | - | -   |
| 2012 | Londra            | Primo turno      | 1 | 0 | 2 | 2:4 |
| 2016 | Rio de Janeiro    | Non qualificata  | - | - | - |     |
| 2020 | Tokyo             | Non qualificata  | - | - | - |     |

## Tutte le rose
Calcio ai Giochi Olimpici Estivi 20121 Campaña, 2 Arias, 3 Polenta, 4 Coates, 5 Albín, 6 Rolín, 7 Cavani, 8 Calzada, 9 Suárez, 10 Ramírez, 11 Hernández, 12 Urretaviscaya, 13 Aguirregaray, 14 Lodeiro, 15 Rodríguez, 16 Viudez, 17 Arévalo, 18 Gelpi, CT: Tabárez
NOTA: Per le informazioni sulle rose precedenti al 1952 visionare la pagina della Nazionale maggiore.